# Isola Kodiak
L'isola Kodiak (in alutiiq Qikertaq; in russo Кадьякъ?) è una vasta isola situata nel golfo dell'Alaska, Alaska (Stati Uniti).
È l'isola più ampia dell'Alaska, la seconda degli Stati Uniti per superficie e l'80º più grande del mondo.
Sull’isola è molto diffuso l’omonimo orso.

## Geografia
L'isola è separata dal continente americano dallo Stretto di Šelichov. L'isola appartiene all'arcipelago Kodiak e misura 9.311,24 km², e rappresenta l'80ª isola più grande del mondo e la seconda più grande degli Stati Uniti dopo la Big Island delle Hawaii e prima di Porto Rico; è lunga 160 km e larga tra i 16 e i 96 km. L'isola è montuosa, e coperta da foreste a nord e a est, ma piuttosto brulla a sud. L'isola è ricca di profonde baie che consentono sicuri ancoraggi per le navi. I due terzi sud-occidentali dell'isola, come molte altre vicino, fanno parte del Parco Nazionale Kodiak.
Il Kodiak Seamount (una montagna sottomarina a sud est dell'isola) che si trova al largo della fossa delle Aleutine nella piana dell'Alaska,  porta lo stesso nome.
L'isola di Kodiak fa parte del Borough di Kodiak Island. La più grande città dell'isola porta il nome dell'isola stessa. Altri insediamenti comprendono i villaggi di Akhio, Old Harbor, Karluk, Larsen Bay, Port Lions, Ouzinkie. La città di Kodiak è anche la sede della più grande base statunitense della Guardia Costiera, che comprende il Comando di supporto integrato di Kodiak, la stazione meteorologica, le comunicazioni, e la stazione di aiuto alla navigazione.
L'orso Kodiak e un tipo di re granchio sono originari dell'isola. L'industria del pesce è l'attività più importante; attorno all'isola vengono pescati principalmente il salmone del Pacifico, l'halibut del Pacifico Hippoglossus stenolepis) e diversi granchi. Il fiume Karluk è noto per la corsa dei salmoni. Le altre attività prevalenti vanno dal taglio e trasporto del legname, all'allevamento dei cavalli, ai conservifici, e ad alcune di miniere di rame. Un'antenna posta in una fattoria alla sommità della Pillar Mountain sopra la città di Kodiak fornisce il fondamentale collegamento per le comunicazioni da e per l'isola.

## Storia

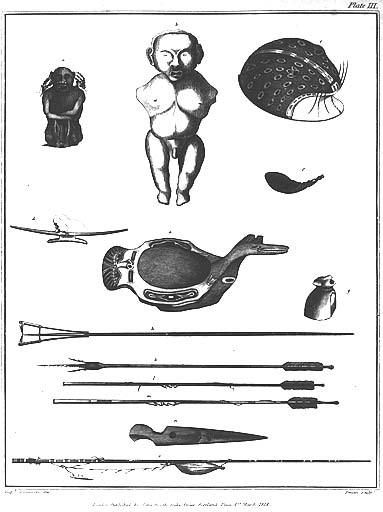
Manufatti dei nativi dell'Isola Kodiak

Kodiak è la terra ancestale dei Koniaga, una nazione Alutiiq dei nativi dell'Alaska. Gli abitanti originali erano cacciatori, pescatori, agricoltori e raccoglitori.
I Koniaga erano stati studiati da esploratori europei, che si meravigliarono della loro pratica di concubinato maschile: "Una madre di Kodial sceglie il suo ragazzo più bello e promettente, lo veste e lo educa come una fanciulla, insegnandogli solo i doveri domestici, tenendolo ai lavori femminili, mettendolo in gruppo solo con donne e fanciulle, per rendere completa la sua effemminatezza. All'età di dieci o quindici anni, egli viene fatto sposare con qualche uomo benestante che considera tale compagno una grande acquisizione. Questi concubini maschi sono chiamati Achnutschik o Schopans" (Richard Francis Burton nel suo Terminal Essay, da Holmberg, Langsdorff, Joseph Billings, Choris, Lisjanskij e Marchand).

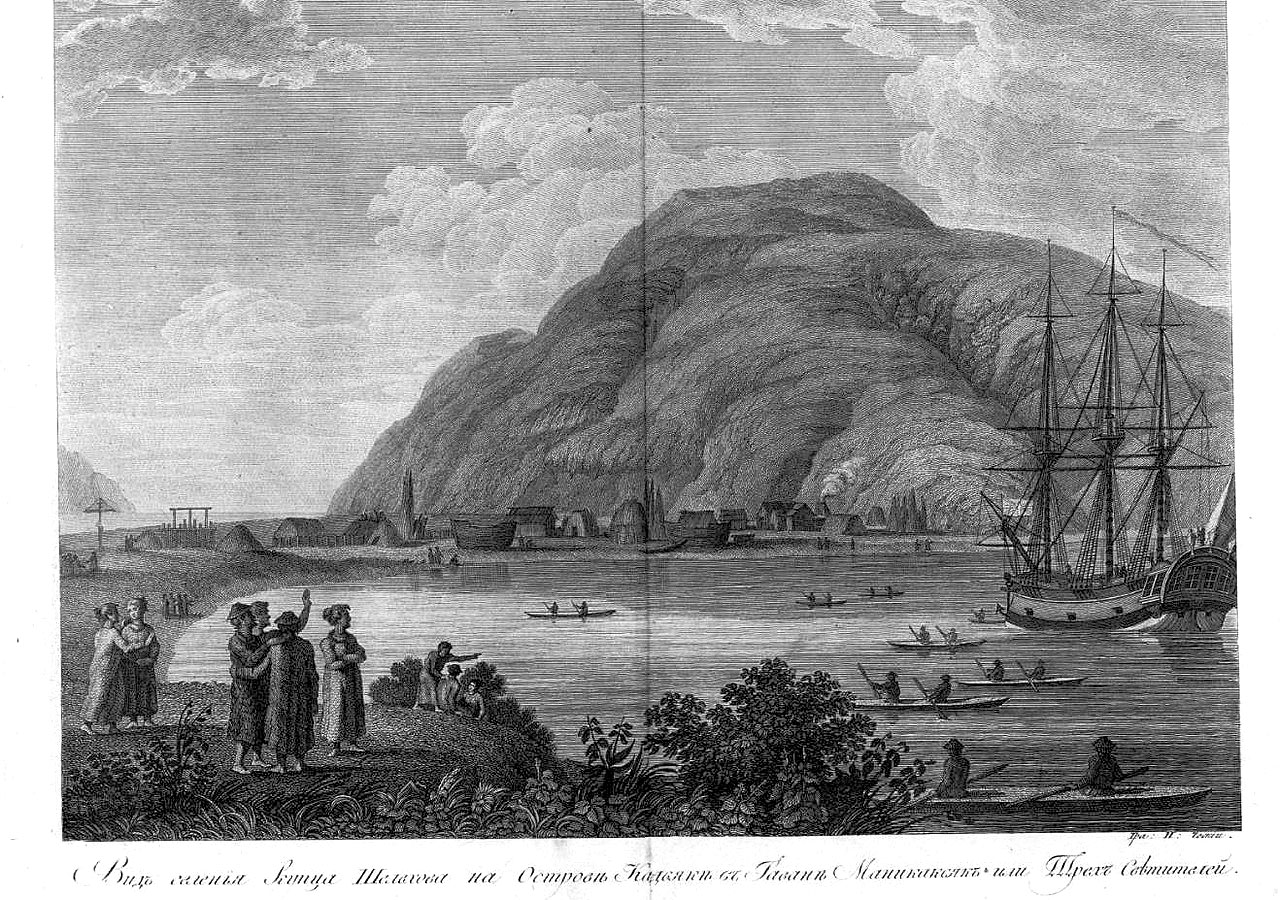
L'insediamento di Grigorij Šelichov sull'isola

L'isola fu esplorata nel 1763 dal commerciante di pellicce russo Stephan Glotov. I primi coloni a insediarsi sull'isola erano esploratori russi guidati da Grigorij Šelichov, che fondò una colonia a Three Saints Bay, vicino all'odierno villaggio di Old Harbor nel 1784, che nel 1792 si trasferì sul luogo dell'odierna città di Kodiak e divenne il centro del commercio delle pellicce. A seguito dell'acquisto dell'Alaska del 1867 l'isola divenne parte degli Stati Uniti; gli statunitensi si insediarono e intrapresero la caccia e l'allevamento delle volpi.
Nel 1912 l'eruzione del Novarupta sulla terraferma (erroneamente attribuita all'epoca al più famoso Monte Katmai) ricoprì l'isola di cenere vulcanica, causando una vasta distruzione e perdita di vita. L'isola fu anche colpita dal terremoto e dallo tsunami che colpì l'Alaska nel 1964, che distrusse gran parte della città.

## Cultura

### Cinema
Sull'isola di Kodiak è ambientata parte della trama del film The Guardian - Salvataggio in mare, con Kevin Costner ed Ashton Kutcher.